# Drimia zambesiaca
Drimia zambesiaca är en sparrisväxtart som först beskrevs av John Gilbert Baker, och fick sitt nu gällande namn av John Charles Manning och Peter Goldblatt. Drimia zambesiaca ingår i släktet Drimia och familjen sparrisväxter.
Artens utbredningsområde är Moçambique. Inga underarter finns listade i Catalogue of Life.